# علی شکوری
اسدالله شکوری(باباشکوری) (زادهٔ ۱۳۳۷) آهنگساز، تنظیم کننده، نوازنده چندین ساز، معلم موسیقی، نویسنده کتاب در زمینه آموزش موسیقی و همچنین سازنده سازهای ایرانی ساکن سوئد است. دو فرزند وی (عماد و عارف شکوری) نیز در موسیقی  فعالیت دارند.

## زندگی‌نامه
علی شکوری (باباشکوری) در سال ۱۳۳۷ در خانواده مذهبی و مخالف سرسخت با موسیقی در لاهیجان دیده به جهان گشود. او موسیقی را از سن هشت سالگی با ساز فلوت آغاز نمود. بیش از دوازده سال نداشت که با گروه فرهنگ وهنر به عنوان نوازنده سنتور همکاری نمود. در پانزده سالگی، به آکادمی رودکی وابسته به تالار رودکی که به همت منیره وکیلی دایر گشته بود راه یافت و زیر نظر اساتیدی چون پرویز منصوری، امیر اشرف آریانپور، پری ثمر، هایده احمدزاده و چند تن از استادان خارجی به تحصیل و فراگیری هنر موسیقی پرداخت.
در همان زمان با ارکستر ژونیس موزیکال، فرهنگ وهنر، رادیو تلویزیون و گروه عاشقان همکاری نمود.
او بعد از انقلاب گروه گیل آوا را با همیاری نوازنده گان چیره‌دست گیلان تشکیل داد که مقام‌هایی رادر جشنواره‌های سراسری کسب نمود. او همچنین در همان سال‌ها آموزشگاه موسیقی عارف را دایر کرد و به تدریس و آموزش موسیقی پرداخت.
علی شکوری (باباشکوری) پس از چند سال به سوئد عزیمت نمود. او پس از مهاجرت به سوئد آموزشگاه موسیقی صبا را در شهر استکهلم دایر نمود که علاقه مندان زیادی را با دنیای موسیقی آشنا کرد. شکوری ضمن اینکه با رادیو و تلویزیون‌های مختلف همکاری داشته در سال ۲۰۰۲ نوعی موسیقی با تلفیقی از سازهای ایرانی و غربی برای ارکستر سنفونیک سوئد نوشته که در سالن کولتورهوست به اجرا درآمده است.
وی همچنین آهنگ‌هایی را برای خوانندگان کرد، آهنگسازی و تنظیم نموده‌است که انتشار یافته‌اند.

## پیوندبه بیرون
همراز-تکنوازی کلارینت در دستگاه ماهور توسط علی شکوری
مجموعه تصاویر علی شکوری